# Ferdinand Oyono
Ferdinand Léopold Oyono (n. 14 septembrie 1929 — d. 10 iunie 2010) a fost un politician și scriitor camerunez.
1. 1 2  Oyono, Babelio
2. 1 2  Ferdinand Oyono, Brockhaus Enzyklopädie
3. ↑  Ferdinand Oyono, MAK
4. 1 2 3  Autoritatea BnF, accesat în 9 iunie 2023
5. 1 2  Ferdinand Leopold Oyono, Encyclopædia Britannica Online, accesat în 9 octombrie 2017
6. ↑   http://ferdinandleopoldoyono.org/index.php?option=com_content&view=article&id=23:biographie-officielle-de-son-excellence-ferdinand-leopold-oyono&catid=5:actualites Lipsește sau este vid: |title= (ajutor)
7. 1 2  Décès de Ferdinand Léopold Oyono, écrivain et ancien ministre du Cameroun (în franceză), 11 iunie 2010, accesat în 3 ianuarie 2024
8. 1 2
9. ↑  Ferdinand Oyono, le « vieux nègre », est mort – Jeune Afrique (în franceză), accesat în 3 ianuarie 2024
10. ↑   http://ferdinandleopoldoyono.org/index.php?option=com_content&view=article&id=23:biographie-officielle-de-son-excellence-ferdinand-leopold-oyono&catid=5:actualites, accesat în 3 ianuarie 2024 Lipsește sau este vid: |title= (ajutor)
11. ↑  Ferdinand Oyono, le « vieux nègre », est mort – Jeune Afrique (în franceză), accesat în 3 ianuarie 2024
12. ↑   https://www.lisez.com/auteur/ferdinand-oyono/77737, accesat în 3 ianuarie 2024 Lipsește sau este vid: |title= (ajutor)
13. ↑  BnF catalogue général, accesat în 9 iunie 2023
14. ↑  IdRef, accesat în 9 iunie 2023